# Inlandsvägen
Inlandsvägen (schwedisch für „die Inlandsstraße“) ist eine Fernstraße durch das schwedische Binnenland von Halland beziehungsweise Göteborg im Süden bis Lappland im Norden. Es gibt einen Inlandsväg Syd („Südliche Inlandsstraße“) sowie den eigentlichen Inlandsväg.

## Verlauf

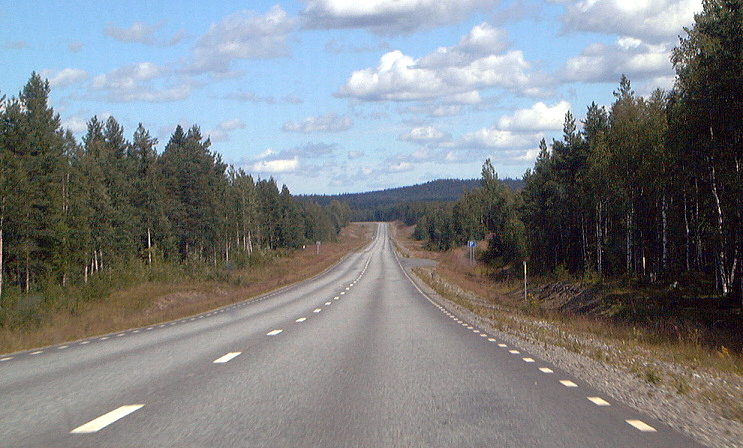
Inlandsvägen in Südlappland

Der Inlandsväg Syd verläuft von Halmstad an der Südwestküste Schwedens nach Mora am Siljansee in Mittelschweden über den Riksväg 26.
Die ursprüngliche Strecke des Inlandsväg beginnt allerdings in Göteborg, führt westlich am Vänern vorbei über Mora – Östersund – Storuman – Arvidsjaur – Jokkmokk – Gällivare nach Karesuando an der finnischen Grenze, wobei die gesamte Strecke der Europastraße 45 entspricht (zwischen Gällivare und Svappavaara zusätzlich auch als Europastraße 10). Bis Ende 2006 hatte die Trasse des Inlandsväg noch überwiegend den Rang eines Riksväg (Rv 45), wurde dann aber durchgängig zur Europastraße aufgewertet.

## Geschichte
Der Name bezieht sich auf die Eisenbahnlinie Inlandsbahn (Inlandsbanan). Das Vermarkten der Route wird von den Gemeinden unterstützt, die am Wege liegen. Damit wird versucht, Touristen und Berufskraftfahrer zu bewegen, diese Route zu nehmen. Diese Route wird insbesondere im nördlichen Teil auch „Via Lappia“ genannt.